# نادژدنسکویه
نادژدنسکویه (به لاتین: Nadezhdenskoye) یک منطقهٔ مسکونی در روسیه است که در استان آمور واقع شده‌است.